# Popravené obrození
Popravené obrození, někdy uváděné jako rozstřílené obrození (ukrajinsky: Розстріляне відродження), byla likvidace ukrajinské inteligence a umělecké scény ve 30. letech 20. století během stalinských čistek. Obzvláště drtivě represe dopadly na literaturu v ukrajinštině, která byla takřka vyhlazena. Pojem „popravené obrození“ navrhl polský publicista Jerzy Giedroyc v dopise ukrajinskému badateli Juriji Lavrynenkovi, který jej pak v roce 1959 použil jako název sbírky nejlepších literárních děl této generace. Patří k ní autoři jako Valerjan Pidmohylnyj, Mykola Kuliš, Les Kurbas, Borys Antonenko-Davydovyč, Ivan Bahrjanyj, Mychajlo Semenko nebo Mykola Zerov. Velká část z nich byla zastřelena, někteří umlčeni, přinuceni k emigraci či sebevraždě.

## Předcházející etapa
Za příčiny kulturního rozmachu na Ukrajině 20. let lze označit program korenizacije (nativizace) používaný komunisty k získání přízně v periferních republikách (na Ukrajině program ukrajinizace vedl Mykola Skrypnyk), uvolněnější atmosféra vyvolaná Leninovou Novou hospodářskou politikou a projekt odstraňování negramotnosti, který rozšířil literární publikum. 20. léta jsou tak označována za první etapu ukrajinských dějin, kdy v literatuře působilo velké množství autorů a začal vznikat skutečný kulturní život s mnoha skupinami a diskusemi. Právě této různorodosti se však Stalin obával. K nejdůležitějším skupinám patřily skupina Hart (Гартí), skupina VAPLITE (ВАПЛІТЕ), skupina MARS (МАРС), futuristické skupiny Aspanfut, Komunkult a Nova Heneracyja (spojené s osobností Mychajla Semenka) a volné uskupení zvané Neoklasici (Неокласики), spjaté zejména s Mykolou Zerovem. Některé z těchto skupin inklinovaly k avantgardě, zejména expresionismu, jiné byly esteticky konzervativnější, například Olexandra Olesu a Pavlo Tychynu lze přiřadit k symbolismu.

## Průběh
První vlaštovkou kampaně byl proces s Unií za svobodu Ukrajiny v roce 1930. Souzeno bylo 474 lidí (většinou vědců), z nichž 15 bylo popraveno a 248 posláno do vězení.
Úder na ukrajinskou uměleckou scénu začal v květnu 1933, kdy byl zatčen Mychajlo Jalovyj a Mykola Chvyljovyj v reakci spáchal sebevraždu. Kampaň kulminovala v rámci Velké čistky v letech 1937-1938, kdy se vyloženě soustředila na spisovatele. Celkem 223 spisovatelů bylo vystaveno šikaně, zatčení a v řadě případů uvěznění a popravě. Vrcholem byly masové popravy v předvečer 20. výročí říjnového převratu. Téměř tři sta představitelů ukrajinské kultury bylo zastřeleno mezi 27. říjnem a 4. listopadem v Sandarmohu, na místě hromadných poprav objeveném až v roce 1997.
Zavražděni byli Pidmohylnyj, Kuliš, Kurbas, Semenko nebo Zerov. Někteří významní představitelé této generace přežili. Někteří zůstali v Sovětském svazu (Olexandr Dovženko, Pavlo Tyčyna, Maksym Rylskyj, Antonenko-Davydovyč, Ostap Vyšnja, Mykola Bažan), nebo emigrovali (Ulas Samčuk, George Ševelov, Bahrjanyj).

## Politická orientace perzekvovaných
Politická orientace zlikvidovaných či umlčených spisovatelů a intelektuálů byla různorodá, řada z nich byla přesvědčenými komunisty. Většinu autorů ale spojovalo užívání ukrajinštiny a byli také obvykle obviněni z buržoazního nacionalismu - motiv národnostního útlaku a snaha uvolnit cestu rusifikaci tak byly v represích patrně klíčové.